# The Little Mermaid (datorspel)
The Little Mermaid utvecklades av Capcom, och är ett TV-spel till NES och GB. Spelet är sidscrollande, där Ariel skall besegra Ursula. Spelet är baserat på Disneys filmatisering av HC Andersens berättelse.
Ariel kan kasta bubblor på sina fiender och fånga dem, samt fånga fiender och kasta dem på andra fiender.

### Fotnoter
1. 1 2  ”The Little Mermaid”. NES DB. 20 mars 1991. Arkiverad från originalet den 11 mars 2015. https://web.archive.org/web/20150311182822/http://www.nesdb.se/game_more.php?id=881&rid=1. Läst 23 april 2014.
2. ↑  ”The Little Mermaid” (på svenska). Club Nintendo (Kungsbacka: Atlantic) (2 1994):  sid. 36. april 1994. Läst 25 april 2014.
3. ↑  http://www.mobygames.com/game/disneys-the-little-mermaid The Little Mermaid (NES-versionen)